# Рубикон
Рубикон (лат. Rubico) је мала река на северу Италије. Имала је посебан значај у римском праву, јер ниједан генерал није имао овлашћење да је пређе са својим трупама. Почев од 59. п. н. е., служила је као граница између римских провинција и Цисалпске Галије ; закон је на тај начин штитио Рим од унутрашњих војних претњи.
Постала је славна када ју је Јулије Цезар прешао са својом легијом под оружјем 10. јануара 49. п. н. е. по угледу на Гнеја Помпеја Великог . Тиме је прекршио закон Римског сената. По историчару Светонију, прешавши реку изрекао је чувену крилатицу : Коцка је бачена (« Alea iacta est »).
Од тада постоји израз « прећи Рубикон » који је надживео тадашњи Рим па се користи и данас за особу која се упушта у неку радњу са рискантним последицама.
У време Римског царства, Рубикон се уливао у Јадранско море између Риминија (Ariminiuma) и Цесене (Caesene). Садашњи одговарајући ток се често оспорава. Везује се углавном за речицу Пискатели (Pisciatelli) која извире на истој планини и иду паралелно у две долине да би се спојиле у висини мора у месту Гатео.